# NGC 326
NGC 326 este o galaxie eliptică situată în constelația Peștii. A fost descoperită în 24 august 1865 de către Heinrich Louis d'Arrest.